# Copaxa mornieri
Copaxa mornieri är en fjärilsart som beskrevs av Lemaire 1974. Copaxa mornieri ingår i släktet Copaxa och familjen påfågelsspinnare. Inga underarter finns listade i Catalogue of Life.